# HMS Active (H14)
HMS Active (H14) là một tàu khu trục lớp A của Hải quân Hoàng gia Anh Quốc. Nó đã phục vụ trong Chiến tranh Thế giới thứ hai, tham gia đánh chìm bốn tàu ngầm đối phương. Active bị bán để tháo dỡ vào năm 1947.

## Thiết kế và chế tạo
Là chiếc tàu chiến thứ mười của Hải quân Hoàng gia mang cái tên HMS Active, nó được đặt lườn tại xưởng tàu của hãng Hawthorn Leslie & Company ở Hebburn, Newcastle upon Tyne vào ngày 10 tháng 7 năm 1928, được hạ thủy vào ngày 9 tháng 7 năm 1929 và đưa ra hoạt động vào ngày 9 tháng 2 năm 1930 trong thành phần Chi hạm đội Khu trục 3 thuộc Hạm đội Địa Trung Hải.

## Lịch sử hoạt động
Lúc bắt đầu Chiến tranh Thế giới thứ hai, Active gia nhập Chi hạm đội 13 đặt căn cứ tại Gibralta; và sau đó gia nhập Lực lượng H, nên đã tham gia Chiến dịch Catapult đối đầu với Hạm đội Pháp tại Mers el Kebir. Sang tháng 5 năm 1941, chiếc tàu khu trục tham gia truy tìm thiết giáp hạm Đức Bismarck. Trong năm 1942, nó tham gia Chiến dịch Ironclad, cuộc đổ bộ lên Madagascar, nơi mà vào ngày 8 tháng 5, nó đã đánh chìm tàu ngầm Pháp Monge. Sau đó, trong khi đặt căn cứ tại Cape Town vào ngày 8 tháng 10, nó đã đánh chìm tàu ngầm Đức U-179 lúc nó đang trên đường đi Penang.
Trong thời gian còn lại của chiến tranh, con tàu hoạt động trong vai trò hộ tống, chủ yếu giữa Anh và Sierra Leone sau khi được nâng cấp vũ khí phòng không và chống tàu ngầm. Vào ngày 23 tháng 5 năm 1943, Active cùng với Ness đánh chìm tàu ngầm Ý Leonardo da Vinci về phía Tây mũi Finisterre, và vào ngày 2 tháng 11 năm 1943 đến lượt tàu ngầm Đức U-340 gần Tangier bị tiêu diệt.
Sau chiến tranh, vào tháng 5 năm 1947, Active được cho ngừng hoạt động và bị bán để tháo dỡ.